# Pařížský poledník

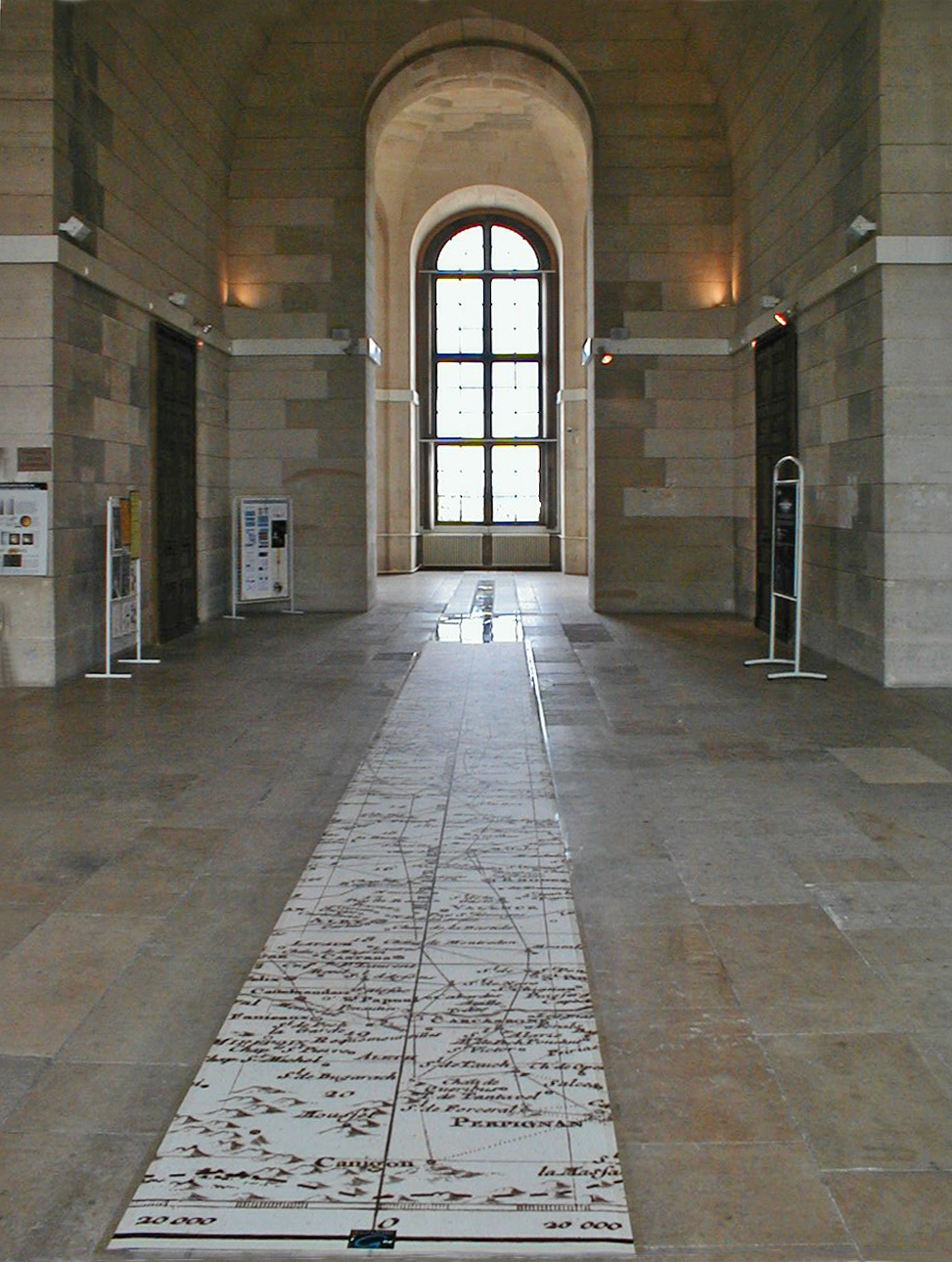
Pařížský poledník v Pařížské observatoři

Pařížský poledník (francouzsky Méridien de Paris) je poledník, který prochází středem Pařížské observatoře v Paříži. Nachází se na 2°20′14,025″ východní délky od Greenwichského poledníku. Někdy je též nazýván jako Francouzský poledník (Méridien de France) procházející od Dunkerku do Perpignanu, neboť se podle něj provedla nová triangulace Francie.

## Historie
Pařížský poledník byl určen 21. června 1667 matematiky Francouzské akademie. V tento den letního slunovratu byl vyměřen poledník na místě zamýšlené stavby Pařížské observatoře. Měření poledníku dokončili v roce 1718 Jean-Dominique Cassini a jeho syn Jacques Cassini. V 70. letech 18. století jej přeměřil César-François Cassini. Poledník opět přeměřili v letech 1792–1798 Jean-Baptiste Joseph Delambre a Pierre Méchain jako základ pro určení přesné délky metru v roce 1799.
Pařížský poledník jako základní poledník byl opuštěn ve prospěch Greenwichského na mezinárodní konferenci ve Washingtonu v roce 1884. Toto rozhodnutí bylo předmětem bouřlivé diskuse mezi Francouzi a Angličany. Greenwichský poledník nakonec zvítězil proto, že většinou neprochází obydleným územím a dalším důvodem byl britský závazek přijmout metrický systém, výměnou za přijetí anglického poledníku ve Francii. Při závěrečném hlasování se z 25 zemí Francie a Brazílie zdržely hlasování. V samotné Francii byl však Greenwichský poledník přijat až zákonem z 9. března 1911.
V rámci oslav roku 2000 vytvořil architekt Paul Chemetov koncepci tzv. Zeleného poledníku, který kopíruje Pařížský poledník a na jeho trase ve Francii jsou vysázeny stromy.

## Pozůstatky poledníku v Paříži

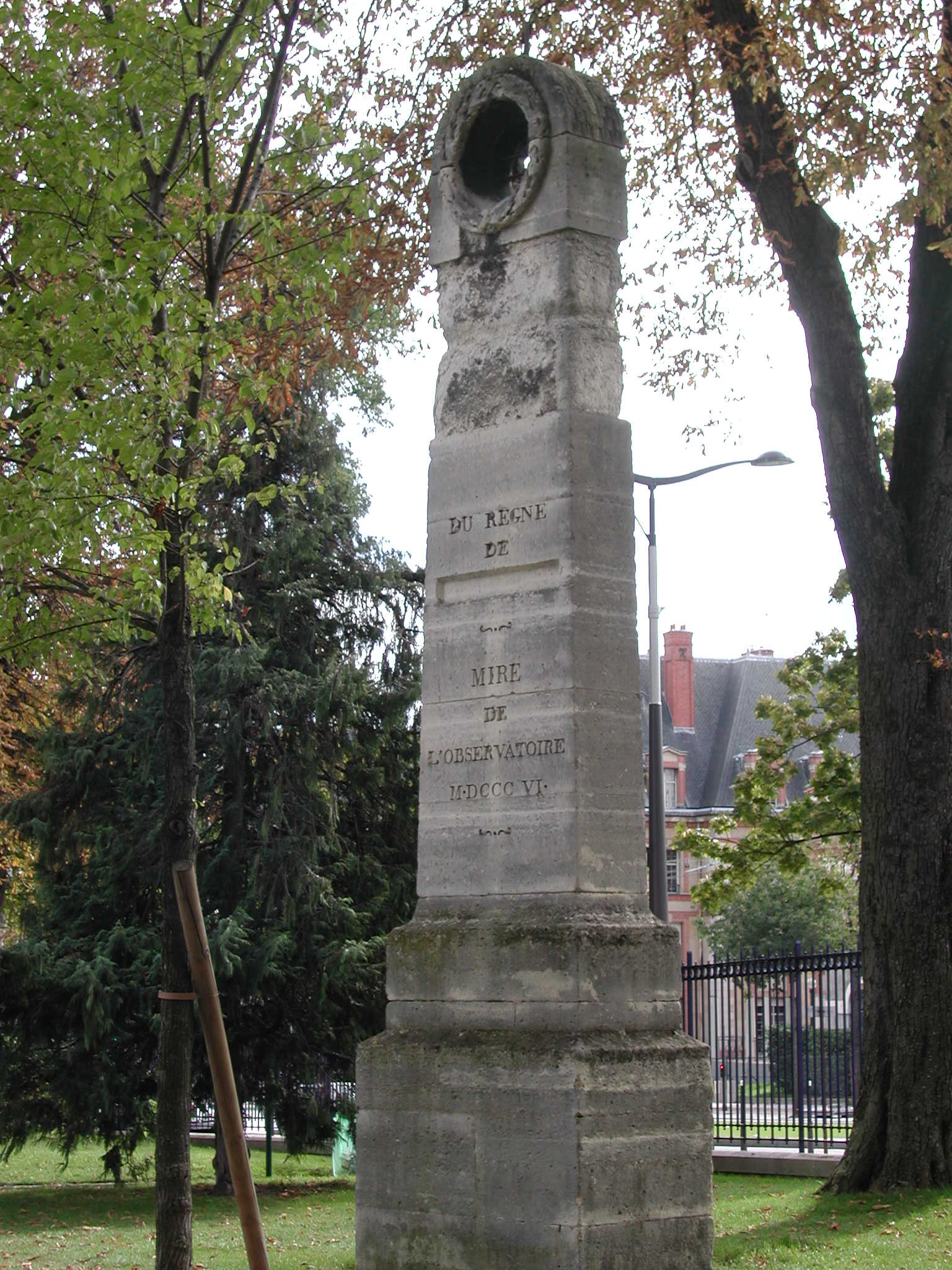
Jižní milník

Poledník byl na zemském povrchu v roce 1736 vyznačen dvěma milníky. Jeden se nachází na severu Paříže (tzv. Severní milník) na Montmartru v dnes soukromé zahradě u Moulin de la Galette. Jižní milník stál původně v zahradě observatoře, ale v roce 1806 byl přemístěn do parku Montsouris. Na čtyři metry vysoké stéle je nápis „Du règne de ... - Mire de l'Observatoire - MDCCCVI“ (Za vlády ... Trasírka observatoře - 1806). Jméno Napoleona I. bylo ze sloupu odstraněno. Tento milník nestojí úplně přesně na poledníku, ale několik desítek metrů východně.
U příležitosti dvoustého výročí narození Françoise Araga byl v letech 1989–1994 vytvořen pás z 135 bronzových medailonů zasazených do chodníků, které vyznačují, jak prochází Pařížský poledník Paříží. Jejich autorem je nizozemský umělec Jan Dibbets.

## Oblasti ležící na poledníku
Od severního k jižnímu pólu prochází poledník těmito územími:
- Severní ledový oceán (mezi Grónskem a souostrovím Špicberky)
- Atlantský oceán (Norské moře a Severní moře)
- Francie
- Španělsko
- Středomoří
- Alžírsko
- Mali
- Niger
- Burkina Faso
- Benin
- Atlantský oceán
- Antarktický oceán
- Antarktida (Země královny Maud)